# オクタトリアコンタン
オクタトリアコンタン (Heptatriacontane) とは、直鎖状のアルカンの1種。炭素原子が38個、分岐することなく一列に連なっている。分子式は C38H78。